# Gare de Toulon Sainte-Marguerite
La gare de Toulon Sainte-Marguerite est une ancienne gare ferroviaire française de la ligne de chemin de fer Toulon - Saint-Raphaël des Chemins de fer de Provence (CP), située sur le territoire de la commune de Toulon dans le quartier de Sainte-Marguerite, dans le département du Var en région PACA.

## Histoire

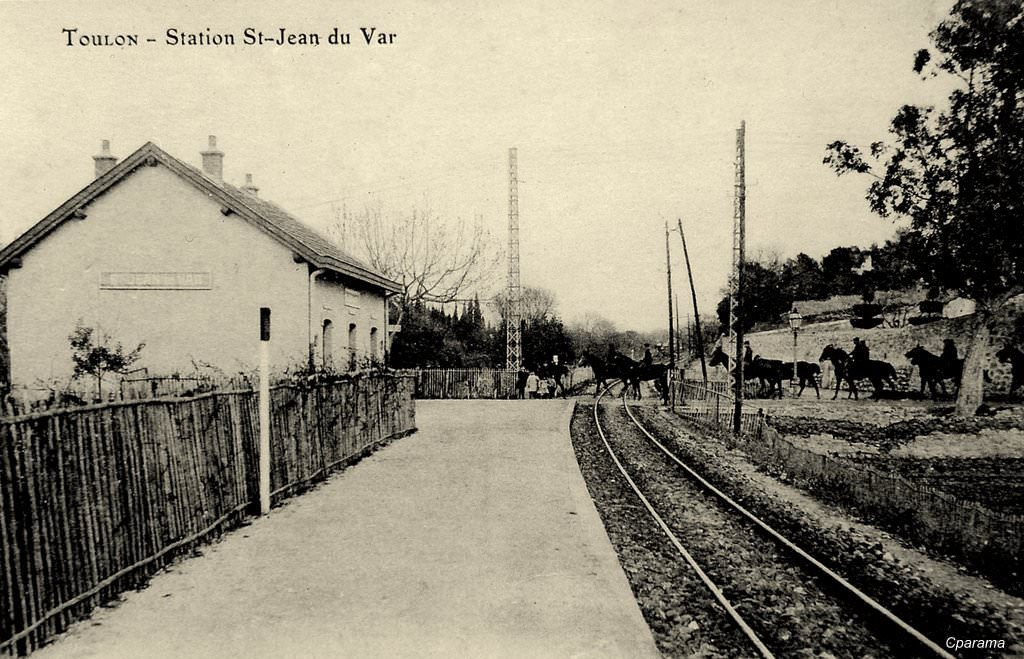
Vue du bâtiment voyageur de la gare de Toulon Saint-Jean-du-Var.

La gare est mise en service lors du prolongement de la ligne Hyères - Saint-Raphaël à Toulon le 6 août 1905 avec quatre autres gares desservant également l'est toulonnais (Saint-Jean-du-Var, Les Ameniers, Pont du Suve, Sainte-Marguerite, Pont de la Clue). Elle possède un bâtiment voyageur d'un type standardisé qu'elle partage avec ces quatre autres gares.
La gare est fermée en 1949 lors de la fermeture de la ligne, le bâtiment voyageur, toujours existant a été converti en habitation privée. Il est ensuite réhabilité pour servir de centre d'accueil périscolaire pour une école du quartier et inaugurée dans ces nouvelles fonctions en novembre 2022.